# Vi anklager
Vi anklager er en dansk dokumentarfilm fra 1981 instrueret af Ib Makwarth efter eget manuskript.
Filmen er en debatfilm om det danske narkoproblem, lavet i samarbejde med Ekstra Bladet som et led i bladets narkokampagne.

## Handling
Seks unge narkomaner beskrives i filmen, som giver et billede af deres øjeblikkelige situation og ikke kommer ind på baggrunden for narkomanien og/eller dens behandlingsmuligheder. Filmens portrætbeskrivelser berører bl.a. følgende forhold: Det økonomisk-kriminelle bagmandsnet for handlen med stofferne, forbindelsen mellem narkomani og prostitution, de fysisk og psykisk nedbrydende konsekvenser, der ofte har døden til følge.